# Aedes iwi
Aedes iwi är en tvåvingeart som beskrevs av E. Sydney Marks 1955. Aedes iwi ingår i släktet Aedes och familjen stickmyggor. Inga underarter finns listade i Catalogue of Life.